# Électricien
Électricien est le nom donné au métier qu'exercent les personnes dans le domaine de l'électricité. Il est issu du terme électricité, puisque ceux-ci sont chargés de la réalisation, de la maintenance, de la modification d'installations électriques. Ils doivent respecter les normes pour la réalisation de leurs travaux, il faut s'assurer que l'électricien est enregistré auprès de votre organisme de réglementation local, tel que l'organisme de réglementation national, en France la norme en vigueur est la NF C 15-100.

## Spécialités
On distingue plusieurs métiers avec des compétences communes, mais des savoir-faire très différents, suivant l'environnement spécifique dans lequel ils s'effectuent.

### Électricien du bâtiment
Il officie dans tous bâtiments à vocation d'habitation et immeubles de bureaux. Il effectue les installations dans les bâtiments neufs, les modifications, la mise aux normes, les dépannages ainsi que la dépose des vieilles installations. Il n'a affaire qu'aux classes de tension : BT (basse tension) et TBT (très basse tension). Il travaille en étroite collaboration avec tous les autres professionnels du bâtiment : le maçon, le plombier, le plaquiste jusqu'au peintre.

### Électricien courant faible
Il est spécialisé dans les installations comportant des circuits fonctionnant en TBT et faible courant : téléphonie, télésurveillance, sonorisation, contrôle d'accès, réseau informatique.

### Électricien du tertiaire
Dans les grandes surfaces de vente et les installations de l'industrie tertiaire, il a des compétences : de l'électricien du bâtiment, de l'électricien courant faible et de l'électricien industriel. Il travaille aussi bien en TBT qu'en BT, parfois HT (haute tension)...

### Électricien d'équipement industriel
Il œuvre sur les sites industriels : à l'installation, la maintenance et la modernisation des installations électrotechniques. Il est confronté à des systèmes avec des puissances adaptées à l'industrie, réclamant des tensions parfois très élevées et des courants bien souvent importants. Ses attributions l'amènent au voisinage de TBT, BT, HTA (20 000 volts)

### Électricien de réseau

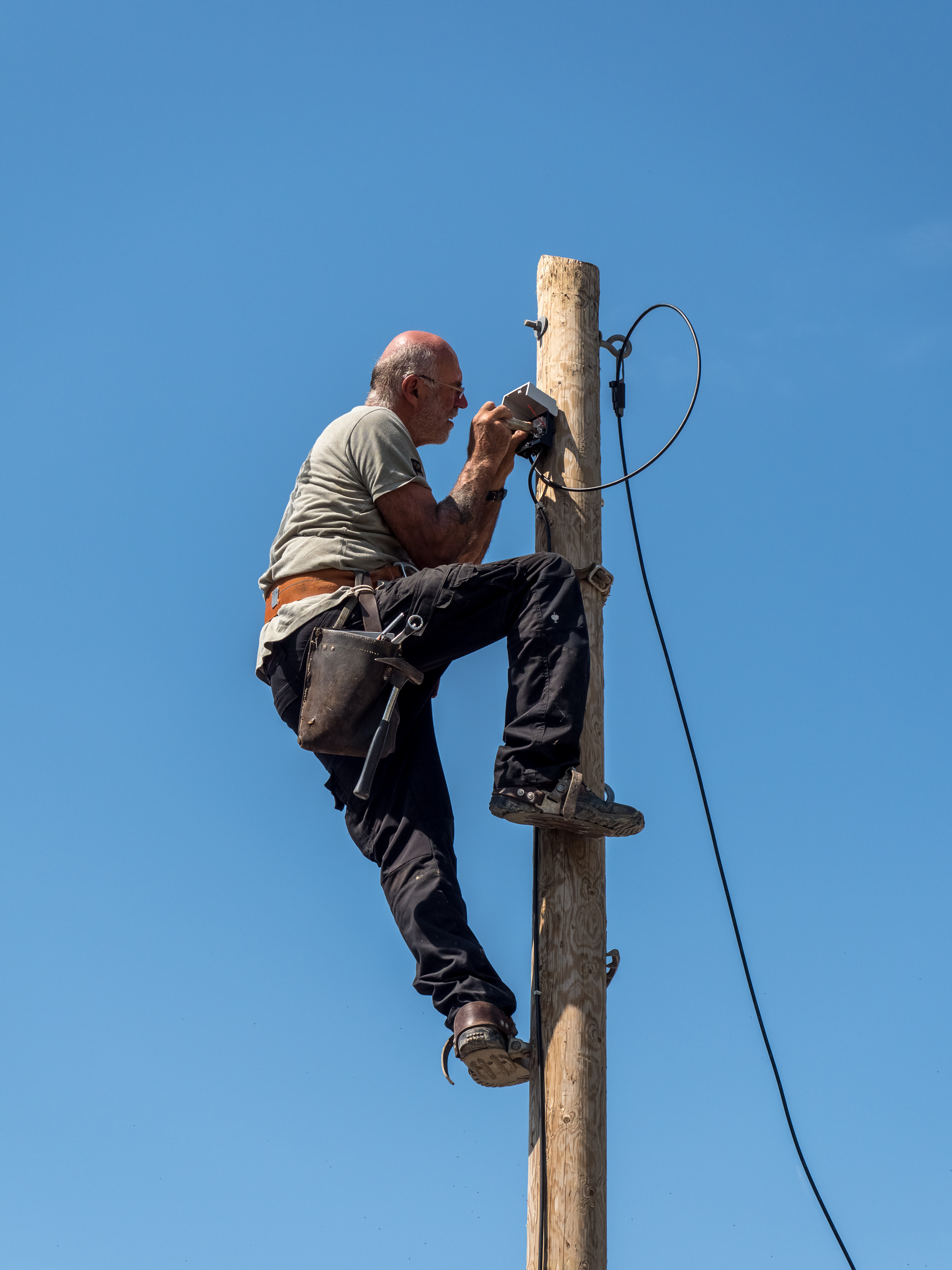
Électricien opérant une connexion au sommet d'un poteau en Allemagne (cette façon de procéder ne respecte pas les consignes de sécurité françaises). Août 2017.

Il est chargé de l'installation, de la modernisation et de la maintenance du réseau de transport électrique. Il utilise des méthodes, des procédures et de l'outillage spécifique à ce métier particulier.
En général chaque type de tension requiert des électriciens possédant des formations différentes sur un même réseau.

### Électricien d'équipements maritimes
Il œuvre sur les navires pour assurer la production, la distribution et l'entretien des systèmes de support électrique. Ses champs d'applications sont très variés et il doit s'adapter rapidement suivant les contraintes matérielles applicables à la classe de navire sur lequel il se trouve. Les tensions sur lequel il doit travailler sont très variés et sont fonction du pays d'origine du navire. La fréquence du courant alternatif doit souvent être adapté pour fournir des pièces d'équipements spécifiques. La génération suit normalement le standard NATO (440V, 60 Hz, 3 phases) puis transformée pour les applications spécifiques.

### Électricien de cinéma et de théâtre (technicien spectacle)
Il travaille sur les plateaux de cinéma et de théâtre ou dans des décors naturels avec des sources diverses (fluorescents, HMI, tungstène).
L'électricien de cinéma est sous la direction du « chef électricien », lui-même sous la direction du chef opérateur, il place et règle les projecteurs et leurs accessoires. Le rôle du chef opérateur étant évidemment d'essayer de combler les vœux du réalisateur (metteur en scène).

## Outillage utilisé
Les électriciens, les électriciennes, utilisent différents outils, les principaux étant :
- jeux de tournevis ;
- pince à dénuder ;
- pinces coupantes isolées ;
- pince à bec isolée ;
- dénude câble ;
- Scie à métaux ;
- jeux de clés plates ;
- jeux de clés à pipes ;
- jeux de clés Allen ;
- pince ampèremétrique (pour mesurer le courant lorsque le circuit est fermé, donc non accessible par un multimètre, qui est un outil plus pédagogique)
- multimètre.

Les équipements de protection individuelle (EPI) :
- chaussures de sécurité ;
- gants : spécialisé en latex pour travaux sous tension et d'autre gants de manutention pour travaux hors tension , travail BT, spéciaux HT ;
- les lunettes sont désormais interdites et sont remplacées par l'écran facial ou le casque avec visière ;
- vêtement de travail ;
- tapis de sol isolant ou tabouret isolant ;
- cadenas de consignation ;
- VAT BT et perche VAT en HT (le Vérificateur d'Absence de Tension est un voltmètre qui possède un autocontrôle de ses voyants afin d'être sûr d'utiliser un appareil en état de marche pour s'assurer de l’absence de tension)

## Formations
Tous les électriciens ont une formation de base sur l'électricité et ses applications.
- Ils ont fréquemment de bonnes connaissances en mécanique et ajustage.
- Souvent, ils sont obligés d'utiliser des engins de levage pour pouvoir atteindre le lieu de leurs travaux, il leur faut donc des formations spécifiques à la conduite de ces engins.
- Une formation dans le domaine de la sécurité, complétée par des recyclages réguliers (tous les trois ans), leur est dispensée par des formateurs en sécurité. Cette formation est obligatoire en France pour que leur employeur puisse leur délivrer une habilitation suivant les prescriptions de l'NF C18-510.

### Spécificités locales

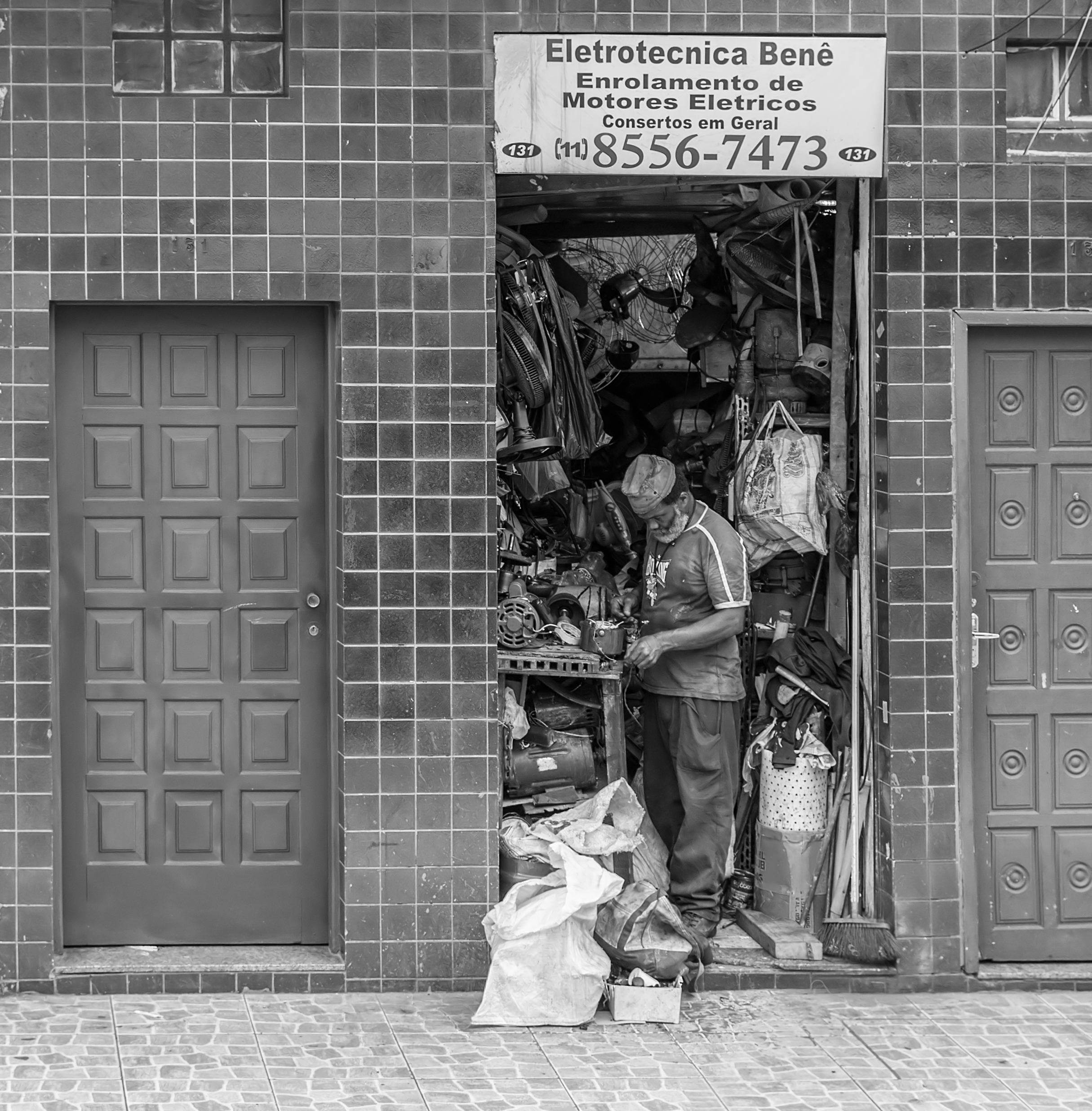
Un électricien à São Paulo, Brésil. Décembre 2016.

- Au Québec, le métier d'électricien(ne) est régi par la Commission de la construction du Québec (CCQ). Ainsi, toute personne désirant travailler dans ce domaine doit posséder une carte de compétence. Pour le métier d'électricien, un diplôme d'études professionnelles en électricité (1 800 heures) est obligatoire pour l'obtention de la carte de compétence.

- En France, les entreprises d'électricité peuvent choisir de faire reconnaître leurs compétences en s'adressant à une association professionnelle comme Qualifelec.